# Environnement virtuel pour l'apprentissage humain
Un environnement virtuel pour l'apprentissage humain (EVAH) est un EIAH particulier, qui a pour objectif de mettre l'apprenant en situation d'apprentissage dans un environnement de réalité virtuelle. 